# Borgaro Torinese
Borgaro Torinese is een gemeente in de Italiaanse provincie Turijn (regio Piëmont) en telt 13.317 inwoners (31-12-2004). De oppervlakte bedraagt 14,4 km², de bevolkingsdichtheid is 925 inwoners per km².

## Demografie
Borgaro Torinese telt ongeveer 4981 huishoudens. Het aantal inwoners steeg in de periode 1991-2001 met 21,0% volgens cijfers uit de tienjaarlijkse volkstellingen van ISTAT.
| Jaar | Inwoneraantal |
| ---- | ------------- |
| 1991 | 10.544        |
| 2001 | 12.757        |

## Geografie
Borgaro Torinese grenst aan de volgende gemeenten: Caselle Torinese, Venaria Reale, Settimo Torinese, Torino.

## Externe link

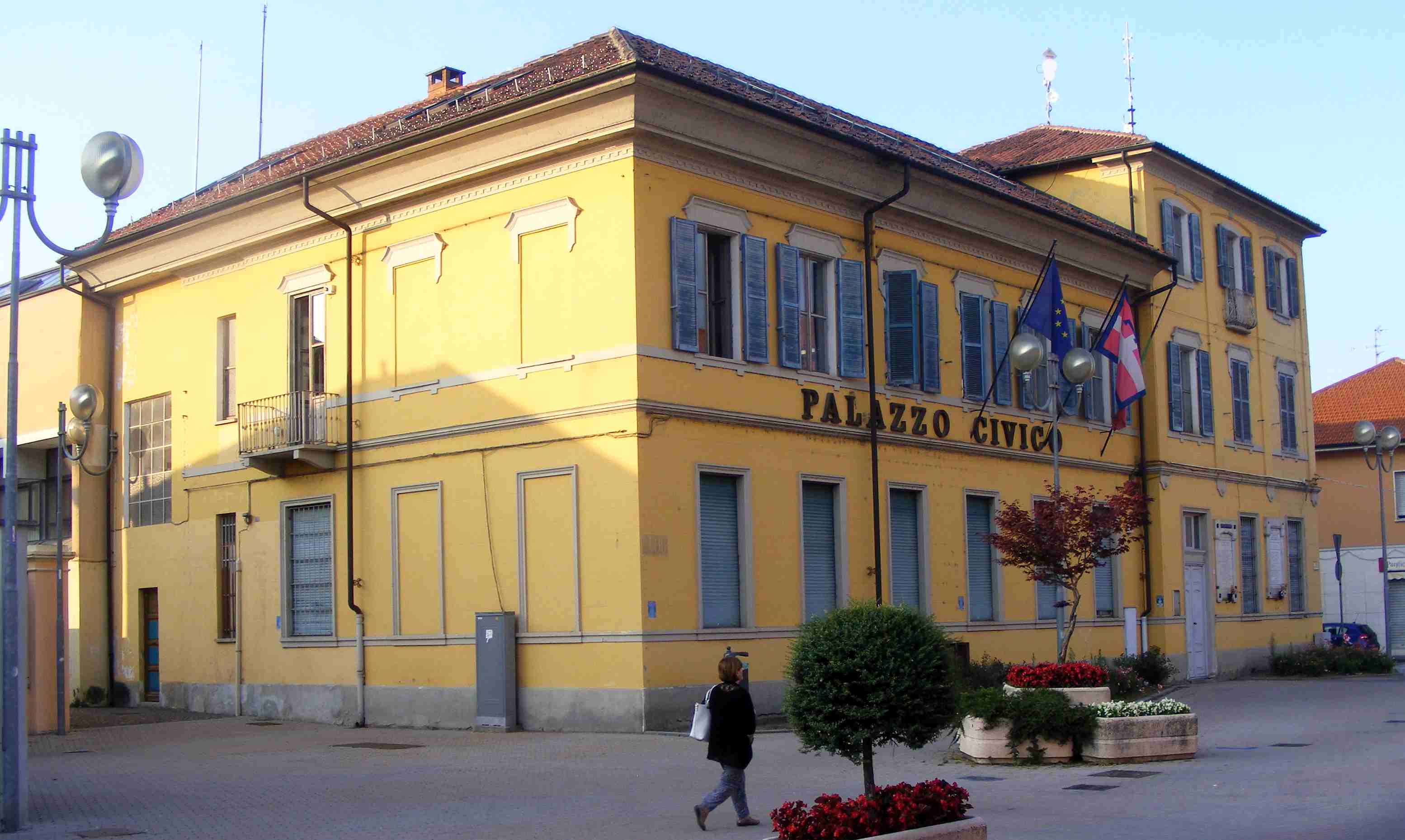